# Tominaga Nakamoto
Tominaga Nakamoto (富永 仲基, Tominaga Nakamoto, 1715–1746) foi um japonês filósofo.Ele foi educado na academia Kaitokudō, fundada por membros da classe mercantil de Osaka, mas foi ostracizado pouco após os 15 anos. Tominaga pertencia a uma escola de pensamento racionalista japonesa e defendia uma variação japonesa do ateísmo, mukishinron (sem deuses ou demônios). Ele também era comerciante em Osaka. Apenas algumas de suas obras sobreviveram; sua Setsuhei ("Discursos sobre o Erro") foi perdida e pode ter sido a razão de sua separação da Kaitokudō, e cerca de nove outros títulos de obras são conhecidos. As obras sobreviventes são Okina no Fumi ("Escritos de um Velho"), Shutsujō Gogo ("Palavras após a Iluminação"; sobre crítica textual de sutras budistas), e três outras obras sobre escalas musicais antigas, medidas antigas e poesia.
Ele adotou uma postura profundamente crítica contra sistemas normativos de pensamento, parcialmente baseada na ênfase da Kaitokudō na objetividade, mas era claramente heterodoxo ao rejeitar as filosofias dominantes da instituição. Ele foi crítico do Budismo, Confucionismo e Xintoísmo. Enquanto cada uma dessas tradições recorria à história como fonte de autoridade, Tominaga via os apelos à história como uma pseudojustificativa para inovações que tentavam superar outras seitas em busca de poder. Por exemplo, ele citou os vários mestres confucionistas que viam a natureza humana como parcialmente boa, nem boa nem má, totalmente boa e inerentemente má; analisando intérpretes posteriores que tentaram incorporar e reconciliar todos os mestres. Ele criticou o Xintoísmo como obscurantista, especialmente em seu hábito de instrução secreta. Como sempre dizia, "esconder é o início da mentira e do roubo".
Em seu estudo de escrituras budistas, ele afirmou que as escrituras da escola Hinayana precediam as escrituras Mahayana, mas também sustentou que a grande maioria das escrituras Hinayana foi composta muito depois da vida de Gautama Buda, uma posição posteriormente apoiada por estudos escriturais modernos. Seu trabalho representa um exemplo precoce e indígena de estudos budistas e reflete uma consciência do Maniqueísmo e sua possível relação com o Budismo. Enquanto Michael Pye argumentou que Tominaga representa um exemplo não europeu de estudos religiosos, essa visão foi contestada por Jason Josephson, que argumenta que Tominaga não trata as tradições não budistas como religiões sistemáticas.